# Women and Children First
Women and Children First es el tercer álbum de estudio de la banda estadounidense de hard rock Van Halen. Es notable por varios aspectos; supuso el primer uso de un piano en un álbum de la banda, más concretamente un viejo Wurlitzer pasado por el amplificador Marshall de Eddie en el sencillo "And The Cradle Will Rock", confirmó un cambio de dirección musical con respecto a los dos primeros álbumes de la banda y según muchos fans se trata del trabajo más duro de la era Roth. Fue lanzado en 1980 y dio pie a la gira de presentación denominada "World Invasion Tour".

## Antecedentes y grabación
La canción de apertura, "And the Cradle Will Rock...", comienza con lo que suena como una guitarra, pero en realidad es un piano eléctrico Wurlitzer con efecto de phaser tocado a través del amplificador Plexi de 100 vatios de Eddie Van Halen de los años 60 de la marca Marshall. "
Al igual que los dos álbumes anteriores, Women and Children First fue grabado en Hollywood en los Sunset Studios en aproximadamente dos semanas. El álbum cuenta con más overdubs de estudio y menos énfasis en los coros de respaldo, en parte porque dos de las canciones, "In a Simple Rhyme" y "Take Your Whiskey Home", ya habían sido escritas y grabadas en una demo de 1974 en los estudios Cherokee Studios, antes de que Michael Anthony se uniera a ellos, aunque ambas con algunas diferencias líricas y musicales. Dos canciones más también habían sido tocadas en vivo anteriormente: "Fools" tan temprano como en 1975, mientras que "Loss of Control" debutó en 1977.
"Could This Be Magic?" contiene el único coro de respaldo femenino que se haya grabado para una canción de Van Halen; Nicolette Larson canta en algunos de los coros. El sonido de la lluvia de fondo no es un efecto; estaba lloviendo afuera y la banda decidió grabar el sonido en estéreo usando dos micrófonos Neumann KM84, y lo agregó a la pista.
El álbum contiene una pista al final de "In a Simple Rhyme", una breve pieza instrumental titulada "Growth", que comienza a las 4:19. Aunque "Growth" se desvaneció en la versión original del vinilo y el casete, se le dio un final frío a todo volumen en el disco compacto.[cita requerida] En ese momento, la banda estaba considerando comenzar lo que se convertiría en su próximo álbum, Fair Warning, con una continuación de "Growth", pero no lo hicieron. "Growth" era un elemento básico de los shows en vivo de la banda con Roth y a menudo se usaba como el comienzo de sus bises.
Existen varias tomas descartadas de estas sesiones, incluida una instrumental inédita a menudo referida como "Act Like It Hurts", que era el título que Eddie Van Halen originalmente quería para "Tora! Tora!". "Act Like It Hurts" también fue la fuente de un riff utilizado para la canción "House of Pain", lanzada en 1984.
El primer sencillo del álbum fue el teclado impulsado "And the Cradle Will Rock...". Aunque no tuvo el éxito de los sencillos anteriores "Dance the Night Away" o la versión de "You Really Got Me," el álbum en sí fue bien recibido, obtuvo el platino en un año y afianzó aún más a la banda como un popular acto de conciertos. La canción "Everybody Wants Some!!" también fue un elemento básico de los conciertos de la gira 1984, y continuó siendo interpretada por David Lee Roth después de que dejó Van Halen.
La versión del LP de vinilo incluía un póster de una fotografía de Helmut Newton con Roth encadenado a una cerca.

## Recepción crítica
Las críticas para Women and Children First fueron generalmente favorables. David Fricke de Rolling Stone destaca las canciones "Romeo Delight", "Everybody Wants Some!!" y "Loss of Control", llamándolas "obras de arte de alto volumen". Fricke elogia a la banda, llamándolos "músicos excepcionalmente buenos". Tanto Fricke como Robert Christgau comparan el trabajo de guitarra de Eddie con Jimi Hendrix. Christgau le da al álbum una calificación de B, afirmando que "[Eddie] se gana las comparaciones con Hendrix, y no es un clon, es más rápido, frío y estructural". En una crítica retrospectiva para AllMusic, Stephen Thomas Erlewine calificó el álbum con 4.5 estrellas de 5. Erlewine llama al álbum "maduro, o al menos... un poco serio", señalando que "hay un poco de corazón oscuro latiendo en este disco".
La revista Kerrang! incluyó el álbum en el puesto número 30 de su lista de "Los 100 mejores álbumes de heavy metal de todos los tiempos", y Rolling Stone lo incluyó en el puesto número 36 de su lista de "Los 100 mejores álbumes de metal de todos los tiempos".

## Listado de canciones
Todas las canciones escritas y compuestas por Van Halen. 
| Lado A |                               |          |  |
| N.º    | Título                        | Duración |  |
| 1.     | «And the Cradle Will Rock...» | 3:31     |  |
| 2.     | «Everybody Wants Some!!»      | 5:05     |  |
| 3.     | «Fools»                       | 5:55     |  |
| 4.     | «Romeo Delight»               | 4:19     |  |

| Lado B |                                                                      |          |  |
| N.º    | Título                                                               | Duración |  |
| 5.     | «Tora! Tora! (instrumental)»                                         | 0:57     |  |
| 6.     | «Loss of Control»                                                    | 2:36     |  |
| 7.     | «Take Your Whiskey Home»                                             | 3:09     |  |
| 8.     | «Could This Be Magic?»                                               | 3:08     |  |
| 9.     | «In a Simple Rhyme (Incluye pista oculta "Growth" en minuto "4:20")» | 4:40     |  |

## Personal
Van Halen
- David Lee Roth – voz principal, guitarra acústica en "Could This Be Magic?"
- Eddie Van Halen – guitarras, piano eléctrico, coros
- Michael Anthony – bajo, coros
- Alex Van Halen – batería

Músicos adicionales
- Nicolette Larson – coros en "Could This Be Magic?"

Producción
- Pete Angelus – consultor creativo
- Chris Bellman – remasterización de audio
- Donn Landee – ingeniero de sonido
- Gene Meros – ingeniero
- Jo Motta – coordinador del proyecto
- Helmut Newton – fotografía del póster
- Norman Seeff – fotografía de la portada
- Richard Seireeni – dirección de arte
- Ted Templeman – producción

## Posicionamiento
Women and Children First tuvo un buen desempeño en las listas de éxitos. En los Estados Unidos, alcanzó el puesto número 6 en la lista Billboard 200. En otros países, como los Países Bajos, alcanzó el puesto número 3, y en Alemania, el número 19. En el Reino Unido, alcanzó el puesto número 15 en la lista de álbumes. El álbum también llegó al puesto número 25 en la lista de Oricon de álbumes más vendidos en Japón.

### Posicionamiento Semanal
| Listas (1980)                     | Máxima posición |
| --------------------------------- | --------------- |
| Países Bajos (Album Top 100)      | 3               |
| Alemania (Offizielle Top 100)     | 19              |
| Álbumes Japoneses (Oricon)        | 25              |
| Nueva Zelanda (Recorded Music NZ) | 15              |
| Noruega (VG-lista)                | 23              |
| Suecia (Sverigetopplistan)        | 19              |
| Reino Unido (UK Albums Chart)     | 15              |
| Estados Unidos (Billboard 200)    | 6               |

| Listas (2021)    | Máxima posición |
| ---------------- | --------------- |
| Hungría (MAHASZ) | 34              |

### Listas de fin de año
| Chart (1980)                 | Position |
| ---------------------------- | -------- |
| Dutch Albums (Álbum Top 100) | 38       |
| US Billboard 200             | 51       |

### Sencillos en las listas
| Song                          | Chart                  | Position |
| ----------------------------- | ---------------------- | -------- |
| "And the Cradle Will Rock..." | Billboard Hot 100      | 55       |
| "And the Cradle Will Rock..." | Canadá (RPM) Sencillos | 81       |